# Parvoscincus
Parvoscincus es un género de lagartos perteneciente a la familia Scincidae. Son endémicos de Filipinas.

## Especies
Según The Reptile Database:
- Parvoscincus abstrusus[2] Linkem & Brown, 2013
- Parvoscincus agtorum[2] Linkem & Brown, 2013
- Parvoscincus arvindiesmosi[2] Linkem & Brown, 2013
- Parvoscincus aurorus[2] Linkem & Brown, 2013
- Parvoscincus banahaoensis[2] Linkem & Brown, 2013
- Parvoscincus beyeri (Taylor, 1922)
- Parvoscincus boyingi (Brown, Linkem, Diesmos, Balete, Duya & Ferner, 2010)
- Parvoscincus decipiens (Boulenger, 1894)
- Parvoscincus duwendorum[3] Siler, Linkem, Cobb, Watters, Cummings, Diesmos & Brown, 2014
- Parvoscincus hadros (Brown, Linkem, Diesmos, Balete, Duya & Ferner, 2010)
- Parvoscincus igorotorum (Brown, Linkem, Diesmos, Balete, Duya & Ferner, 2010)
- Parvoscincus jimmymcguirei[2] Linkem & Brown, 2013
- Parvoscincus kitangladensis (Brown, 1995)
- Parvoscincus laterimaculatus (Brown & Alcala, 1980)
- Parvoscincus lawtoni (Brown & Alcala, 1980)
- Parvoscincus leucospilos (Peters, 1872)
- Parvoscincus luzonense (Boulenger, 1894)
- Parvoscincus manananggalae[3] Siler, Linkem, Cobb, Watters, Cummings, Diesmos & Brown, 2014
- Parvoscincus palaliensis[2] Linkem & Brown, 2013
- Parvoscincus palawanensis (Brown & Alcala, 1961)
- Parvoscincus sisoni Ferner, Brown & Greer, 1997
- Parvoscincus steerei (Stejneger, 1908)
- Parvoscincus tagapayo (Brown, Mcguire, Ferner & Alcala, 1999)
- Parvoscincus tikbalangi[3] Siler, Linkem, Cobb, Watters, Cummings, Diesmos & Brown, 2014